# Bisaltes chilensis
Bisaltes chilensis là một loài bọ cánh cứng trong họ Cerambycidae.